# Ikusagami
Ikusagami (戦神 "Chiến Thần") mà ở châu Âu gọi là Demon Chaos là trò chơi điện tử thuộc thể loại hành động chặt chém do hai hãng Genki và Now Production đồng phát triển cho hệ máy PlayStation 2. Trò chơi được Genki phát hành ở Nhật Bản vào ngày 24 tháng 11 năm 2005 và ở phân vùng PAL (châu Âu) do Konami phát hành năm 2007.
Lấy bối cảnh Nhật Bản thời Chiến Quốc nói về một nữ tu sĩ được chư thần hứa sẽ ban sắc xuân vĩnh cửu cho tới khi cô tiêu diệt hết toàn bộ lũ quỹ dữ. Rồi cô được thần linh triệu hồi một con thần thú là chiến khuyển (Inugami) do người chơi điều khiển với nhiệm vụ song hành cùng cô trừ gian diệt bạo.

## Cách chơi
Game mang phong cách chiến đấu của dòng game Dynasty Warriors trong đó người chơi quần thảo cùng hàng ngàn quân địch trên chiến trường cùng một lúc. Về phần vũ khí, game cung cấp cho người chơi với 99 loại vũ khí khác nhau, tuỳ theo mỗi màn mà người chơi sẽ được nhận số lượng vũ khí khác nhau dao động từ 1 đến ba loại. Tuy nhiên, các chiêu thức của chúng không khác gì mấy, trừ phần tốc độ, sức mạnh, màu sắc và chiêu kết hợp nút. Ngoài ra Ikusagami có thêm phần hóa quỷ y như Dynasty Warriors giúp tăng sức mạnh và tốc độ của nhân vật chính bù lại người chơi sẽ bị giảm rất nhiều năng lượng.
Trò chơi còn cho phép người chơi điều binh khiển tướng như ra lệnh cho lính tự do hoặc đi theo mình, rất có lợi thế trong việc tấn công các căn cứ của địch. Hơn hết, game sẽ không có nút nhảy mà bổ sung vào đó là người chơi có thể mở một danh sách gồm các loại cây để hỗ trợ binh lính như là hồi máu, phun lửa, bắn tên,... với điều kiện là đám lính phải trồng giúp. Ikusagami cung cấp cho người chơi những món đồ hồi máu và năng lượng trong suốt quá trình chơi.
Một điểm độc đáo của game là số lượng quân địch có thể lên đến 65.535 trên màn hình cùng một lúc.

## Đón nhận
Ikusagami nhận được lời phê bình phần lớn là tầm thường, xoàng xĩnh và game hiện đang nắm giữ số điểm 62/100 trên Metacritic.